# Polskie Towarzystwo Informatyczne
Polskie Towarzystwo Informatyczne (nazwa skrócona: PTI) – organizacja zrzeszająca polskich informatyków, zarejestrowana 22 maja 1981 roku.
Celem PTI jest wspieranie działalności naukowej i zawodowej w obszarach związanych z informatyką, popularyzacja informatyki, reprezentowanie środowiska informatyków przed instytucjami w kraju i za granicą.
Organizacja przyczyniła się do komputeryzacji Polski zwłaszcza w dziedzinie edukacji.

## Działalność
Skupia (w 2017) ok. 1250 członków. Jest organizatorem cyklicznych przedsięwzięć środowiskowych (krajowych i międzynarodowych konferencji, spotkań integracyjnych informatyków, konkursów, nagród).
Polskie Towarzystwo Informatyczne organizuje egzaminy do uzyskania Międzynarodowego Certyfikatu Umiejętności Komputerowych (ICDL) będącego kontynuacją Europejskiego Certyfikatu Umiejętności Komputerowych (ECDL) oraz certyfikatu zawodu informatyka (EUCIP). Izba Rzeczoznawców PTI świadczy usługi w zakresie: wykonywania ekspertyz i opinii, przeprowadzania audytów (w tym audytów bezpieczeństwa), badania, analizy i oceny projektów, systemów i rozwiązań informatycznych oraz wspiera merytorycznie klientów przy przygotowywaniu SIWZ i prowadzaniu procesu przetargowego.
Ponadto PTI jest jednym z wydawców miesięcznika popularnonaukowego „Delta” – razem z Polskim Towarzystwem Matematycznym, Polskim Towarzystwem Fizycznym i Polskim Towarzystwem Astronomicznym.

### Przedsięwzięcia PTI
(liczba edycji do lipca 2016)
Konferencje i seminaria:
- Federated Conference on Computer Science and Information Systems, FedCSIS (12 edycji[7], wcześniej jako International Multiconference on Computer Science and Information Technology, IMCSIT[8])
- Krajowa Konferencja Inżynierii Oprogramowania, KKIO (17 edycji)[9]
- Informatyka w Edukacji (13 edycji)[10]
- Technologie Eksploracji i Reprezentacji Wiedzy (10 edycji)[11]
- Sejmik Młodych Informatyków (10 edycji)
- Światowy Dzień Społeczeństwa Informacyjnego (10 edycji)[12]
- Problemy Społeczeństwa Informacyjnego, PSI (19 edycji)[13]
- Górska Szkoła PTI (23 edycji)[14]
- Informatyka w Zarządzaniu (1 edycja)[15]
- Metody Komputerowe w Ekonomii Eksperymentalnej / Computational Methods in Experimental Economics, CMEE (1 edycja)[16]

Konkursy:
- Ogólnopolski konkurs na najlepsze prace magisterskie z informatyki (od 1984 r., w 2020 r. - 37 edycja)[17]
- Nagroda im. Witolda Lipskiego (konkurs współorganizowany z Polskim Stowarzyszeniem dla Maszyn Liczących oraz Wydziałem Matematyki, Informatyki i Mechaniki Uniwersytetu Warszawskiego)[18]
- Nagroda im. Zdzisława Pawlaka, przyznawana podczas konferencji FedCSIS autorom najlepszych prac naukowych
- Data Mining Competition – konkurs eksploracji danych organizowany w ramach konferencji FedCSIS
- Międzynarodowy Konkurs Informatyczny Bóbr[19]
- Konkurs T.I.K?-TAK! (W 2016 r. edycja specjalna z okazji 35-lecia PTI – Ogólnopolski Test Informatyczny)[20]
- Konkurs Edukacja z Panem T.I.K.-iem[21]
- konkurs GEEK (Gry Eksperymentalne Edukacyjne Komputerowe)

Imprezy edukacyjno-informacyjne i integracyjne:
- Klub Informatyka – Oddział Mazowiecki PTI[22]
- Informatyka od kulis – Oddział Pomorski PTI[23]
- MeetIT (Oddział Górnośląski i Małopolski PTI jako partnerzy organizacyjni)[24]
- Otwarte Mistrzostwa Polski Informatyków w Narciarstwie Alpejskim[25]
- Rapid Baran Development – Oddział Mazowiecki PTI[26]

Przedsięwzięcia organizowane w przeszłości:
- Systemy Czasu Rzeczywistego, SCR (do 2014 r. – 21 edycji, jako współorganizator)[27]
- Technologia Informacyjna w Społeczeństwie Wiedzy – konferencja im. dr Janusza Trawki (11 edycji)[28][29]
- Jesienne Spotkania PTI (do 2011 r. – 27 edycji)[30]
- Informatyk Zakładowy (do 2011 r. – 13 edycji)[31]
- Ogólnopolskie Akademickie Mistrzostwa w Programowaniu Zespołowym (współorganizowane przez PTI do 2008 r. – 15 edycji)[32]
- Międzynarodowe Mistrzostwa Polski Programów Szachowych (do 2011 r. – 10 edycji)[33]
- Nagroda InfoSTAR (współorganizowana z Centrum Promocji Informatyki)[34]

### Prezesi PTI
- 1981–1987: Władysław Marek Turski,
- 1987–1993: Andrzej J. Blikle,
- 1993–1996: Piotr Fuglewicz,
- 1996–2005: Zdzisław Szyjewski,
- 2005–2008: Andrzej Marciniak,
- 2008–2011: Marek Hołyński,
- 2011–2017: Marian Noga,
- 2017–2020: Włodzimierz Marciński,
- od 2020: Wiesław Paluszyński.

### Członkowie honorowi PTI
Lista Członków Honorowych PTI

- Andrzej J. Blikle
- Jarosław Deminet
- Janusz Dorożyński
- Piotr W. Fuglewicz (1999–2014[37])
- Paweł Gizbert-Studnicki (pośm.)
- Marek Hołyński
- Wacław Iszkowski
- Stanisław Jaskólski (zm.)
- Janusz Kacprzyk
- Jan Madey
- Marek Maniecki
- Włodzimierz Marciński
- Zygmunt Mazur
- Alicja Myszor
- Marian Noga (zm.)
- Jerzy S. Nowak
- Wiesław Paluszyński
- Tadeusz Syryjczyk
- Zdzisław Szyjewski
- Ryszard Tadeusiewicz
- Janusz Trawka (pośm.)
- Władysław M. Turski (zm.)
- Marek Valenta (zm.)
- Jan Węglarz

### Odznaczenia nadawane przez PTI
- Złota, Srebrna, Brązowa Odznaka PTI[38]
- Medal XXX-lecia PTI[39]
- Medal 70-lecia Polskiej Informatyki
- Statuetka 70-lecia Polskiej Informatyki
- Medal 40-lecia Polskiego Towarzystwa Informatycznego (dla założycieli PTI)